# Adam Mazúr
Adam Mazúr (* 26. Januar 1987 in Košice) ist ein ehemaliger slowakischer Handballspieler.
Der 1,87 m große linke Rückraumspieler spielte zuletzt für den deutschen Zweitligisten EHV Aue und lief für die Slowakische Nationalmannschaft auf.

## Karriere
Adam Mazúr spielte ab 2005 für das Profi-Team des slowakischen Spitzenklubs HT Tatran Prešov, mit dem er 2005, 2007, 2008, 2009, 2010 und 2011 die Meisterschaft sowie den Pokal gewann. International erreichte der Rechtshänder mehrfach die Gruppenphase der EHF Champions League, das Viertelfinale im Europapokal der Pokalsieger 2005/06 und das Achtelfinale im EHF-Pokal 2009/10. Im Oktober 2011 wechselte er zum Ligakonkurrenten HC Sporta Hlohovec, mit dem er im EHF-Europapokal der Pokalsieger 2011/12 die dritte Runde sowie im EHF Europa Pokal 2012/13 die erste Runde und 2013/14 die Gruppenphase erreichte. Ab 2014 spielte er für den deutschen Zweitligisten EHV Aue. Nach der Saison 2015/16 beendete er seine Karriere.
Adam Mazúr stand im erweiterten Aufgebot der Slowakei für die Europameisterschaft 2012, wurde aber nicht für das Turnier berücksichtigt. Er bestritt zwei Länderspiele, in denen er sieben Tore erzielte.